# Cladomyza trinervia
Cladomyza trinervia är en tvåhjärtbladig växtart som beskrevs av Hans Ulrich Stauffer. Cladomyza trinervia ingår i släktet Cladomyza och familjen Amphorogynaceae. Inga underarter finns listade i Catalogue of Life.